# Sea Scout
HMS Sea Scout (Kennung: P253) war ein U-Boot der britischen Royal Navy im Zweiten Weltkrieg.

## Geschichte
Die Sea Scout (engl.: Seepfadfinder) war ein Boot des vierten Bauloses der britischen S-Klasse. Dieses Baulos wird auch als Subtle-Klasse bezeichnet. Das U-Boot wurde am 1. April 1943 bei Cammell, Laird & Company im nordwestenglischen Birkenhead aufgelegt, lief am 24. März 1944 vom Stapel und wurde von der Royal Navy am 19. Juni 1944 in Dienst gestellt.
Die britische Marine setzte das U-Boot unter dem Kommando von Lt. J.W. Kelly bis zum Kriegsende auf dem asiatischen Kriegsschauplatz ein.
Am 29. Dezember 1944 versenkte die Sea Scout bei den Nikobaren zwei japanische Einheiten. Am 23. und 26. Februar sowie am 28. Februar 1945 versenkte sie in der Straße von Malakka jeweils zwei japanische Segelschiffe mit dem Deckgeschütz. Am 4. März 1945 wurde in der Malakkastraße ein japanisches Sampan mit Bordartillerie versenkt, am nächsten Tag folgte im selben Seegebiet ein weiteres japanisches Segelschiff. Am 25. April versenkte die Sea Scout vor der Sunda-Insel Sumbawa ein japanisches Küstenmotorschiff mit der Bordkanone. Am 1. Juli 1945 konnten im Golf von Siam mit Geschützfeuer fünf japanische Einheiten vernichtet werden. Im Einzelnen versenkte die Sea Scout an diesem Tag einen Schlepper, ein Küstenmotorschiff und fünf Leichter. Ebenfalls im Golf von Siam versenkte die Sea Scout am 7. Juli 1945 ein und zwei Tage später drei japanische Segelschiffe mit dem Deckgeschütz. Am 15. August 1945, dem Tag der Kapitulation Japans, versenkte die Sea Scout im Golf von Siam ein japanisches Patrouillenboot mit Bordartillerie.
Das U-Boot blieb nach dem Krieg im aktiven Einsatz der Navy, wurde im September 1962 außer Dienst gestellt und anschließend als Ersatzteilspender ausgeschlachtet, 1965 zur Verschrottung verkauft und im Dezember desselben Jahres in Swansea abgebrochen.